# Pieter-Jaap Aalbersberg
Pieter-Jaap Aalbersberg (Delft, 27 juni 1959) is sinds 1 februari 2019 de Nationaal Coördinator Terrorismebestrijding en Veiligheid (NCTV).
Daarvoor, van 7 november 2011 tot 1 februari 2019, was hij in de rang van hoofdcommissaris korpschef van het Amsterdamse politiekorps.
Aalbersberg voltooide de Politieacademie in 1981 en was vervolgens werkzaam in diverse politiefuncties, waaronder hoofd van de dienst bijzondere recherchezaken bij de Centrale Recherche Informatiedienst (CRI) waar hij tot en met 1996 heeft gewerkt. Onder deze dienst vielen destijds ook de observatieteams. Verder heeft hij functies vervuld met betrekking tot de bestrijding van zware misdaad. Voordat hij werd benoemd als korpschef in Amsterdam vervulde hij dezelfde functie in de Regio IJsselland. Eind oktober 2011 werd hij verkozen tot lid van het Executive Committee van Interpol.
Na de ramp met de MH17 in juli 2014 leidde Aalbersberg de repatriëringsmissie. Voor deze taak werd hij toen tijdelijk vrijgesteld van zijn reguliere werkzaamheden.

## Andere functies
- Aalbersberg is sinds 1 januari 2017 voorzitter van de raad van toezicht van de Christelijke Hogeschool Ede.